# ゴードンズ

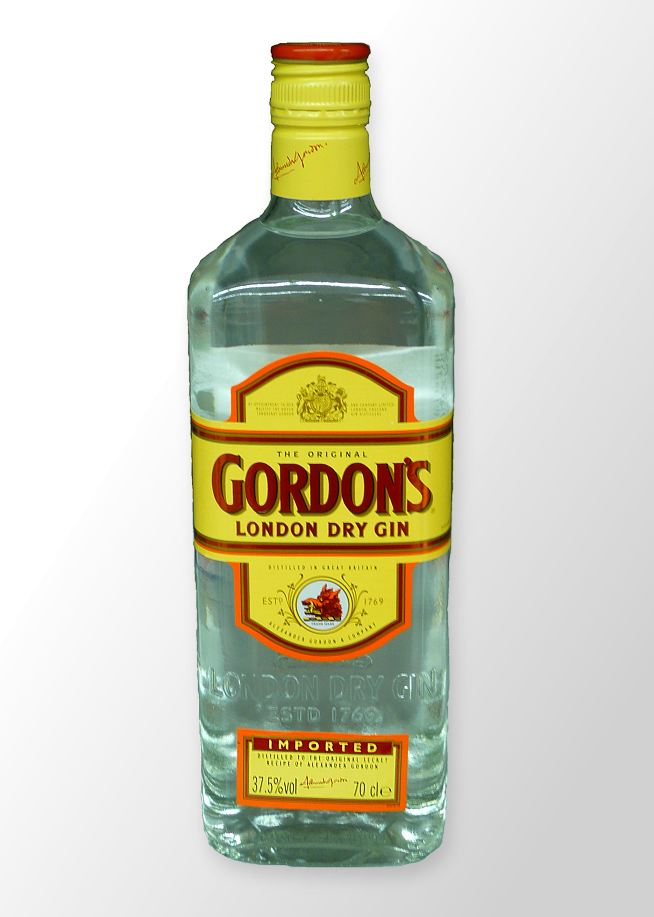
ゴードンズ

ゴードンズ(Gordon's Gin)は、イギリスで製造されているジンのブランド名である。
このジンは、ロンドンのClerkenwellに蒸留所を開いたスコットランド人アレクサンダー・ゴードンによって1769年に製造された。このドライ・ジンはロンドンで成功し、その製造法は今でも変更されておらず、イギリスの特許を取得している。その製造方法は世界中で12人しか知らず、200年の間秘密とされている。
このジンは、アメリカではクオリティの低い安いブランドと見なされている節があるが、イギリスでは1990年代まではパブで出されるスタンダードなジンであり、"ゴードンズ・アンド・トニック" はよく知られていた。また007の小説007 カジノ・ロワイヤルではジェームズ・ボンドがカクテルを注文する際、ベースにゴードンズを指定している。これはヴェスパーとして映画で再現された。
イギリスでは緑色のガラスのビンで売られていた。輸出用としては透明のボトルでもあり、サイズによってはプラスチックの容器もある。

## 評価

### IMPACT DATABANK 2015
約180ヵ国で愛飲され、世界で一番売れているジンとしている。

## 日本
日本では麒麟麦酒(キリンビール)が正規代理店として取扱をしており、表記は『ゴードン』である。IMPACT DATABANK2015に基づく販売数量を根拠に「世界No1プレミアムジン」として日本展開を行っている。

## スポンサーシップ
- ターナー賞 - ゴードンズがスポンサーとなっている。

## 注
1. ↑  特許制度の基本中の基本として一般に、国防などの理由による機密による例外とか、（通常の特許にはそんなものはまず無いが）その内容が著しく公序良俗に反するであるとか、といった場合を除き、特許はその内容が公開され、その代償として20年程度の排他的な独占を許す、という制度である。従って、特許が取得されたのであれば、その内容は世界中の誰もが知り得なければおかしいし、誰も知らない秘密ならその特許など絶対に存在しない。